# Casque à pointe
Pour les articles homonymes, voir Casque (homonymie).

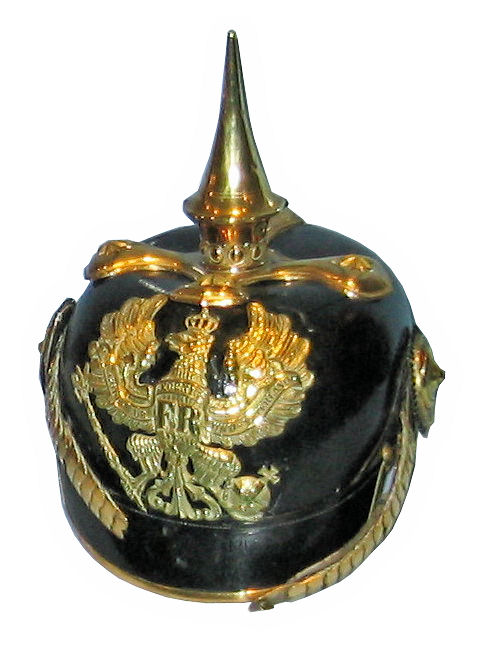
Modèle prussien ultérieur, avec cloche de casque plat, après 1857, officier prussien du corps des dragons.

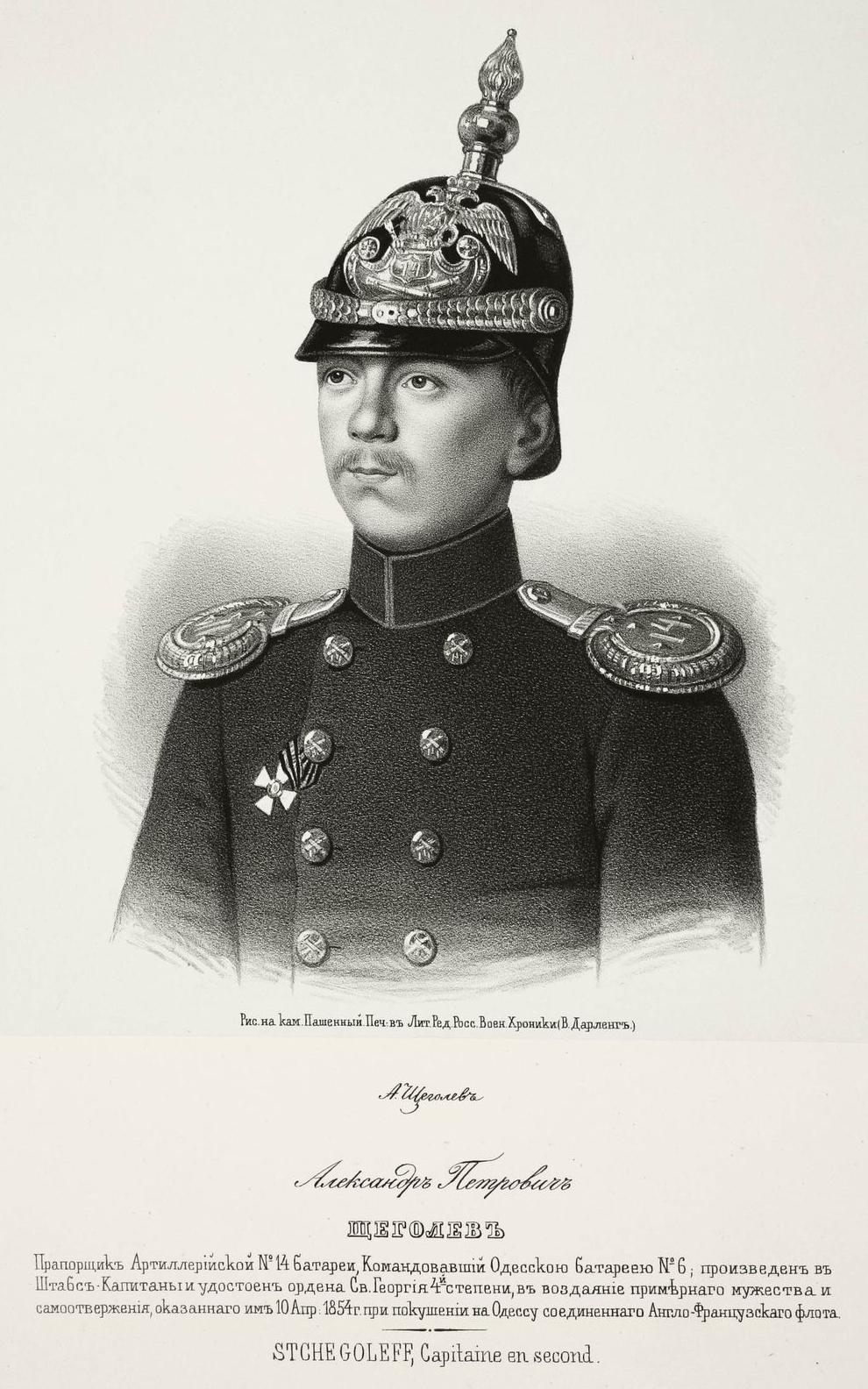
Capitaine d'état-major (Capitaine en second), artillerie russe, ca. 1858.

Le casque à pointe, (en allemand : Pickelhaube) est un modèle de casque militaire utilisé par les armées prussiennes, puis allemandes, au XIXe siècle et au début du XXe siècle. Sa pointe devait protéger les fantassins des coups de sabre de la cavalerie. On le trouve ensuite plus ponctuellement dans d'autres armées à travers le monde. En France et au Royaume-Uni, il devient, sous les traits des caricaturistes, le symbole du militarisme allemand.

## Histoire

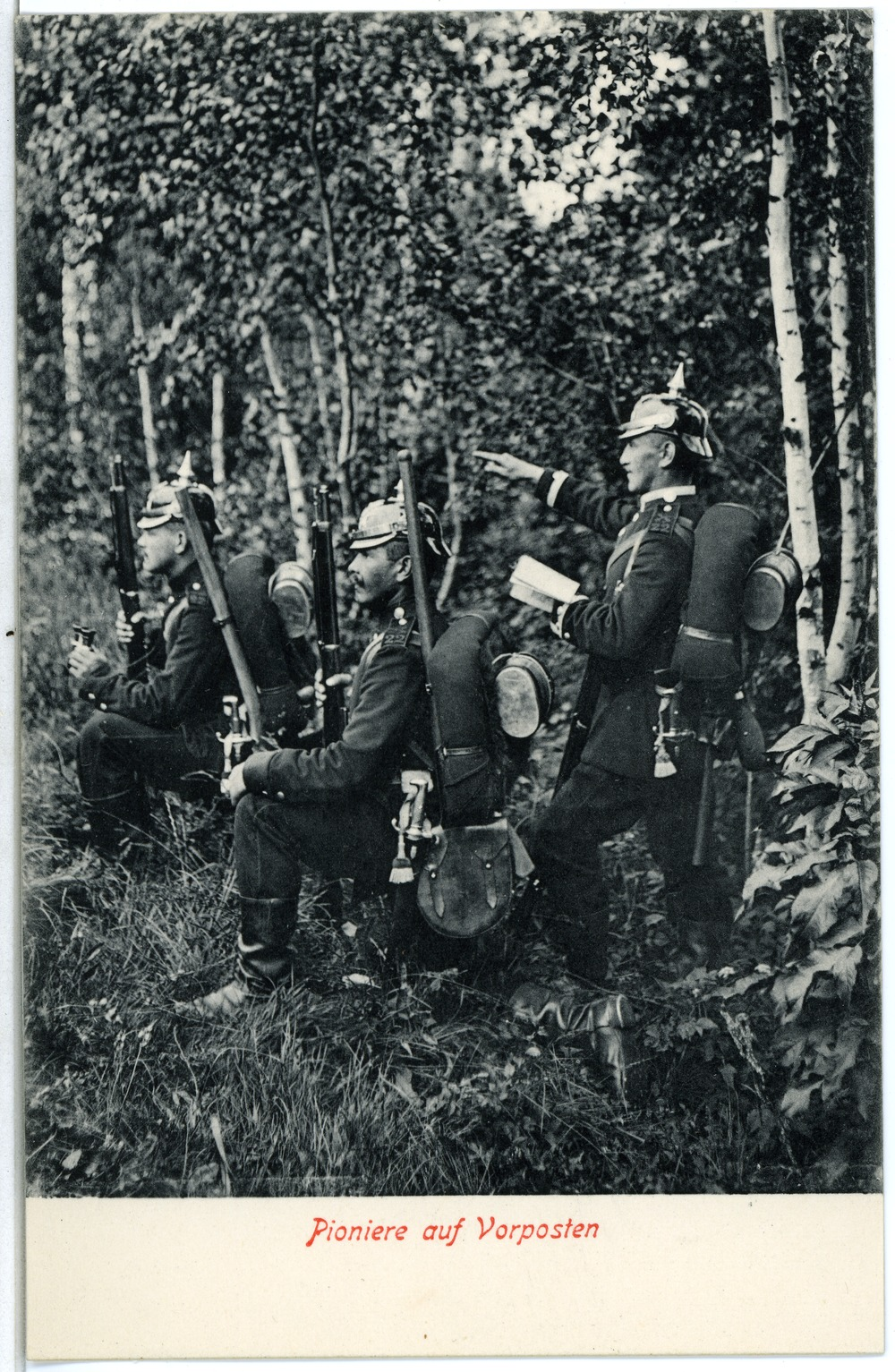
Un bataillon de l'armée royale de Saxe,, 1903.

Le roi Frédéric-Guillaume IV de Prusse décide en 1842 d'équiper son armée d'un nouveau casque. Selon la légende, le roi aurait copié un modèle russe, aperçu sur la table du tsar Nicolas Ier de Russie. Un casque similaire existant effectivement dans l'armée impériale russe, Bismarck l'avait remarqué dans son voyage en Russie en 1835. Wilhem Jaeger, un métallurgiste d'Elberfeld, ville de la province prussienne de Westphalie, propose en 1841 au ministère prussien de la Guerre un prototype tout en métal. La pointe est censée dévier sur les côtés les coups de sabre et autres armes. Christian Harkort, un tanneur de Haspe, près de Hagen, dans cette même province, propose de l'alléger en remplaçant le fer par du cuir. Son projet est retenu, et les premières commandes sont passées aux deux.
Au moment de son apparition, le casque à pointe est innovant. Il remplace le traditionnel shako, une coiffure venue de Hongrie qui protégeait mal des coups portés, tombait fréquemment sur les yeux et dont le feutre sous la pluie se gorgeait d'eau.
Le casque à pointe est fait de cuir bouilli avec des renforts et une pointe en métal. Doté d'une visière et d'un couvre-nuque, il protège bien de la pluie et du soleil et est résistant. Des aérations sur son dessus limitent la sudation et un tapissage interne en cuir lui procure une bonne stabilité
Recouvert d'un vernis noir, il a des garnitures en métal blanc ou jaune selon les régiments. Le modèle intégralement métallique est destiné aux cuirassiers, et apparaît souvent sur les portraits de personnalités de haut-rang.
Après avoir été adopté par la Prusse, ce modèle se répand lentement dans les autres principautés allemandes. La Bavière est le dernier royaume allemand à l'adopter en 1886 mais avec un peu de réticence. Lors des cérémonies officielles en présence du prince-régent Luitpold, les officiers portent leur ancien couvre-chef.
Tout à la fin du XIXe siècle, l’inconvénient des garnitures brillant au soleil qui rendent le camouflage impossible apparaît ; le casque est alors progressivement équipé d'une bombe en liège recouvert de toile coton beige feldgrau qui devient obligatoire dans le règlement des troupes en campagne en 1910, avec le numéro du régiment imprimé en rouge sur le côté.
Au début de la Première Guerre mondiale, le casque montre ses limites face au développement de l'armement. Il protège mal des éclats d'obus qui sont alors responsables de 80 % des blessures à la tête des soldats. Dès 1915, la pointe, trop voyante, est supprimée, une cervelière est alors rajoutée sous le casque. La qualité de celui-ci baisse, car pour cause de pénurie, au cuir sont souvent substitués du carton compressé et de la feutrine. En 1916, il est remplacé par le Stahlhelm (littéralement « casque d'acier »), porté par les troupes allemandes jusqu'à la Seconde Guerre mondiale.
D'autres pays l'ont utilisé, ou avaient un modèle similaire. Aux États-Unis, le corps des Marines l'a adopté entre 1892 et 1904, avant de l'abandonner. Le Royaume-Uni, la Suède le Mexique pour ses gardes d'honneur, ainsi que  plusieurs États d'Amérique du Sud ont adopté le casque à pointe, porté par la réputation de qualité de l'armement allemand qui se répand alors à la fin du XIXe siècle. Au Chili et en Colombie, il reste en usage pour la tenue d'apparat de différentes unités.
En France après la défaite de 1871 dans la guerre franco-allemande, puis au Royaume-Uni pendant la Première Guerre mondiale, il figure dans les dessins de presse pour caricaturer le militarisme allemand.

## Éléments constitutifs
Les éléments suivants, constitutifs du casque à pointe de l'armée impériale allemande, renseignent sur l'arme, le grade, et la région d'origine du porteur :
- la pointe : démontable[6], elle peut être cannelée ou non. Il s'agit d'une boule pour l'artillerie (jugée plus sûre[6]). Pour la garde royale de Prusse, qui devient ensuite la garde impériale, et dans certaines unités de gendarmerie, la pointe est remplacée par un aigle moulé[6] ;
- la plaque frontale est différente pour chaque État de l'Allemagne (les Länder), par exemple des lions pour la Bavière, l'aigle pour la Prusse… ;
- les cocardes, une de chaque côté au niveau de la fixation de la jugulaire, la droite étant peinte aux couleurs du Reich, la gauche aux couleurs de l'État (Land), sont de formes diverses ; les cocardes indiquent également le grade. Par exemple, pour un sous-officier, par un petit cercle métallique additionnel masquant la couleur blanche de la cocarde du Reich ;
- la jugulaire est en cuir ou en écailles de métal.

Chez les cuirassiers, le casque est entièrement en métal et le couvre-nuque descend plus bas.

## Dans la culture populaire
Les « casques-à-pointe » sont devenus en français, par métonymie, un synonyme pour « les Allemands » d'avant la Première Guerre mondiale, ou pour dénoncer leur prétendu esprit de conquête, politique ou économique. En langue des signes française, le signe courant pour « Allemagne » et « allemand » se fait encore l'index tendu vers le haut, avec le dos de la main qui tapote le sommet du crâne pour symboliser le casque à pointe, même dans un contexte non péjoratif,.

## Galerie
- Divers modèles de casques à pointe

"Divers
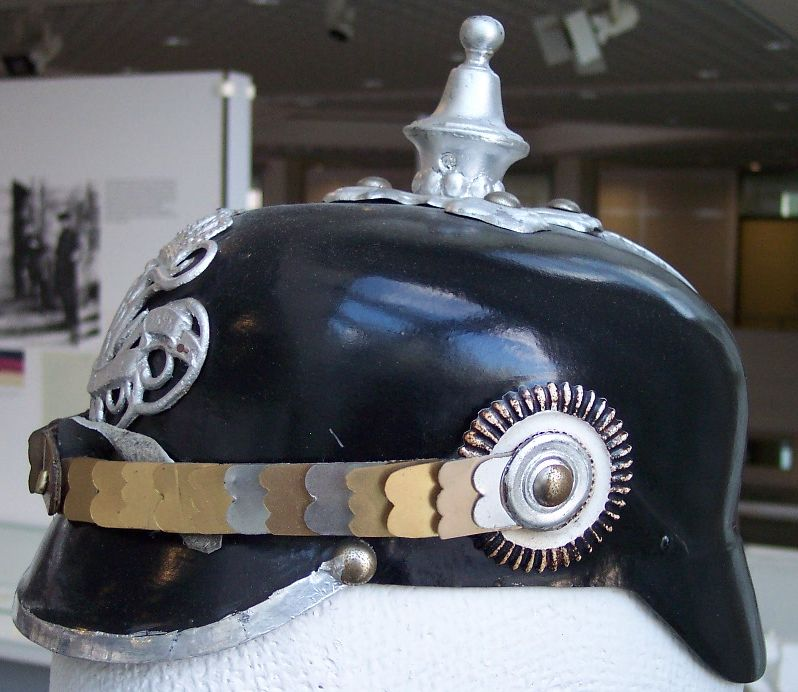
Un casque à pointe de la police prussienne.
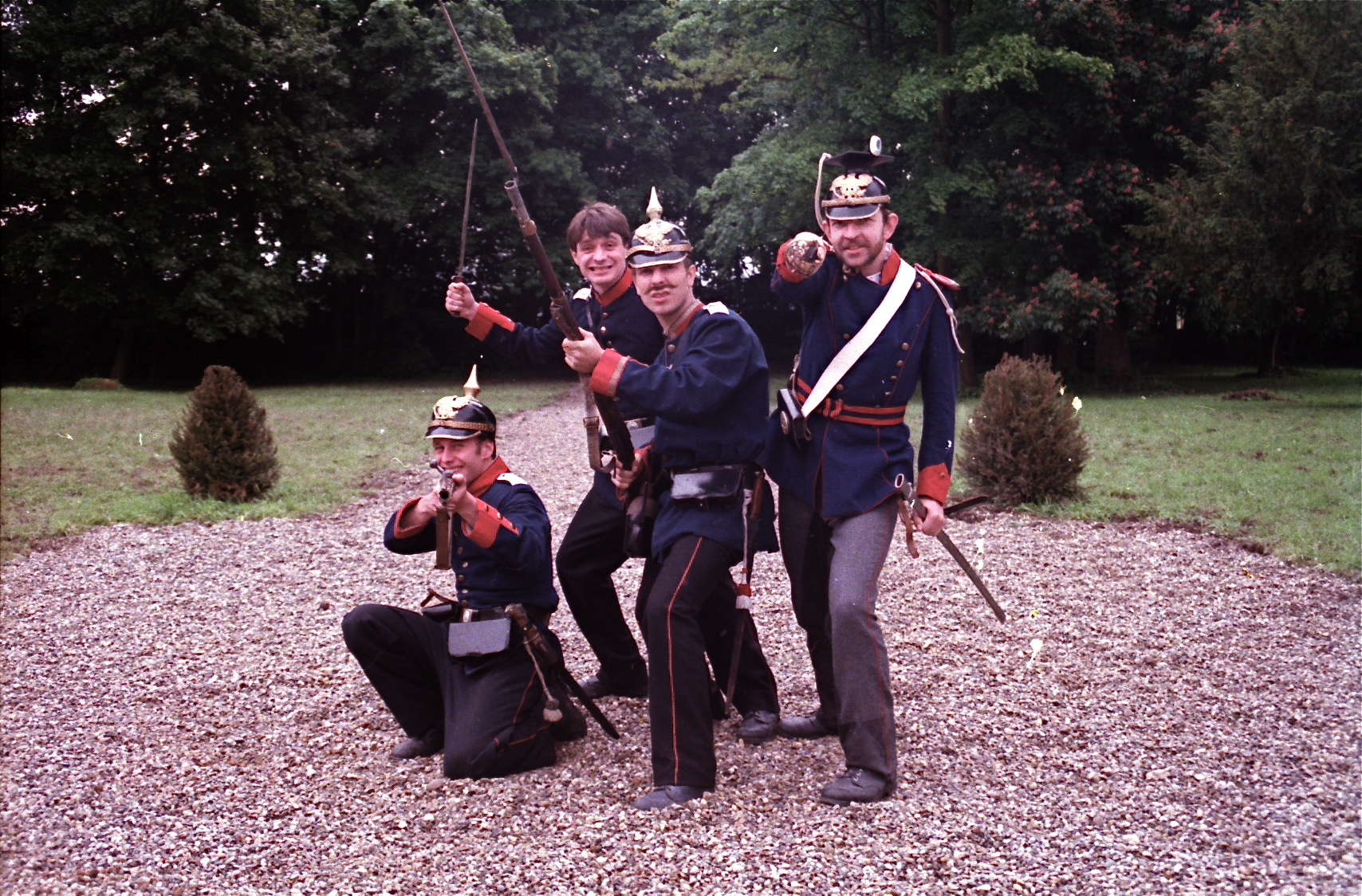
Figurants du film Les Alsaciens ou les Deux Mathilde coiffés de casques à pointe allemand
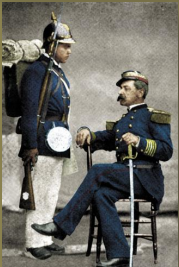
Armée chilienne, militaire du rang portant un casque « à la prussienne », l'officier avec képi « à la française », 1879.
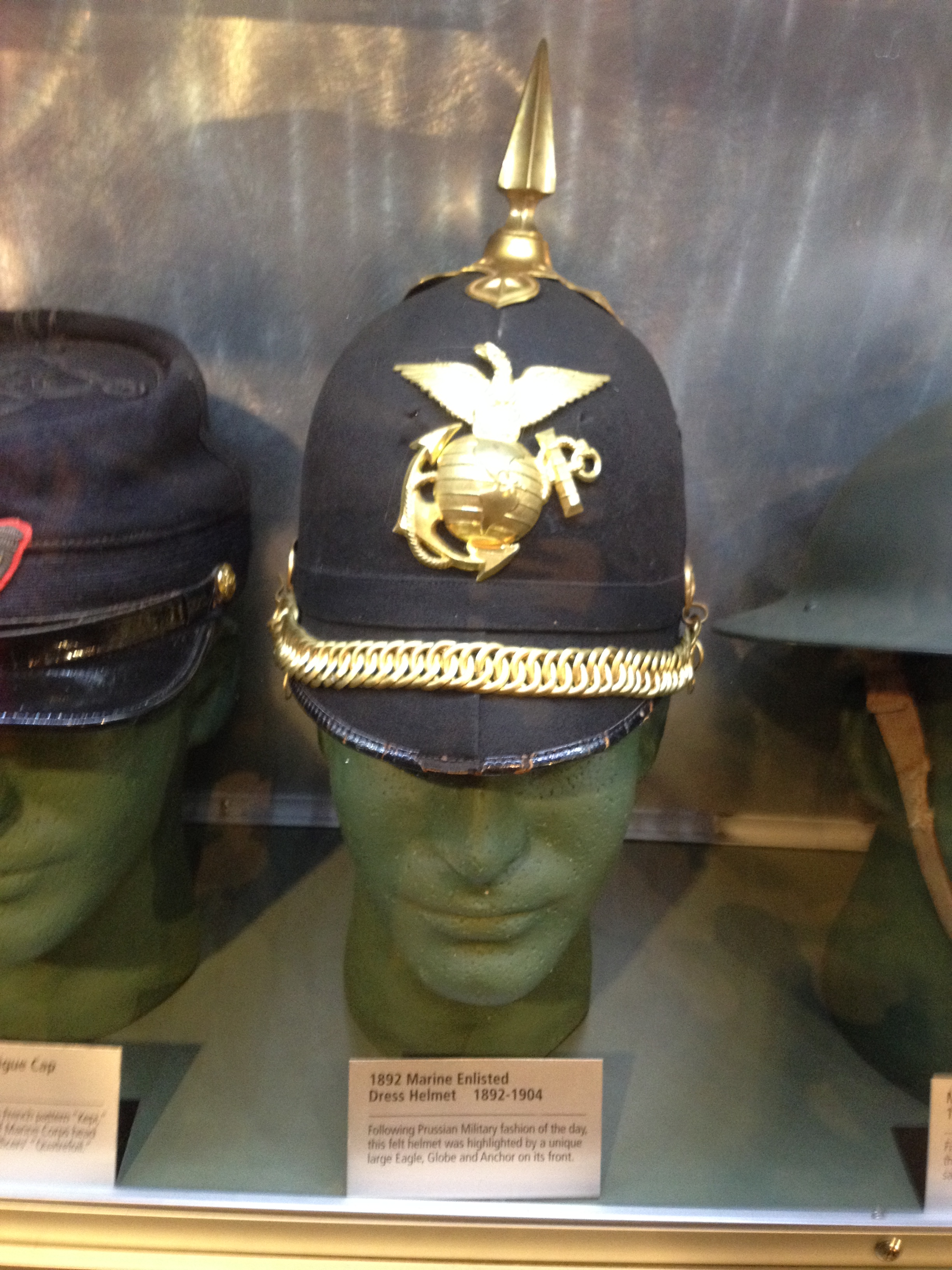
Ce casque, du même genre que le Pickelhaube allemand, a été utilisé par le Corps des Marines des États-Unis (1892-1904).
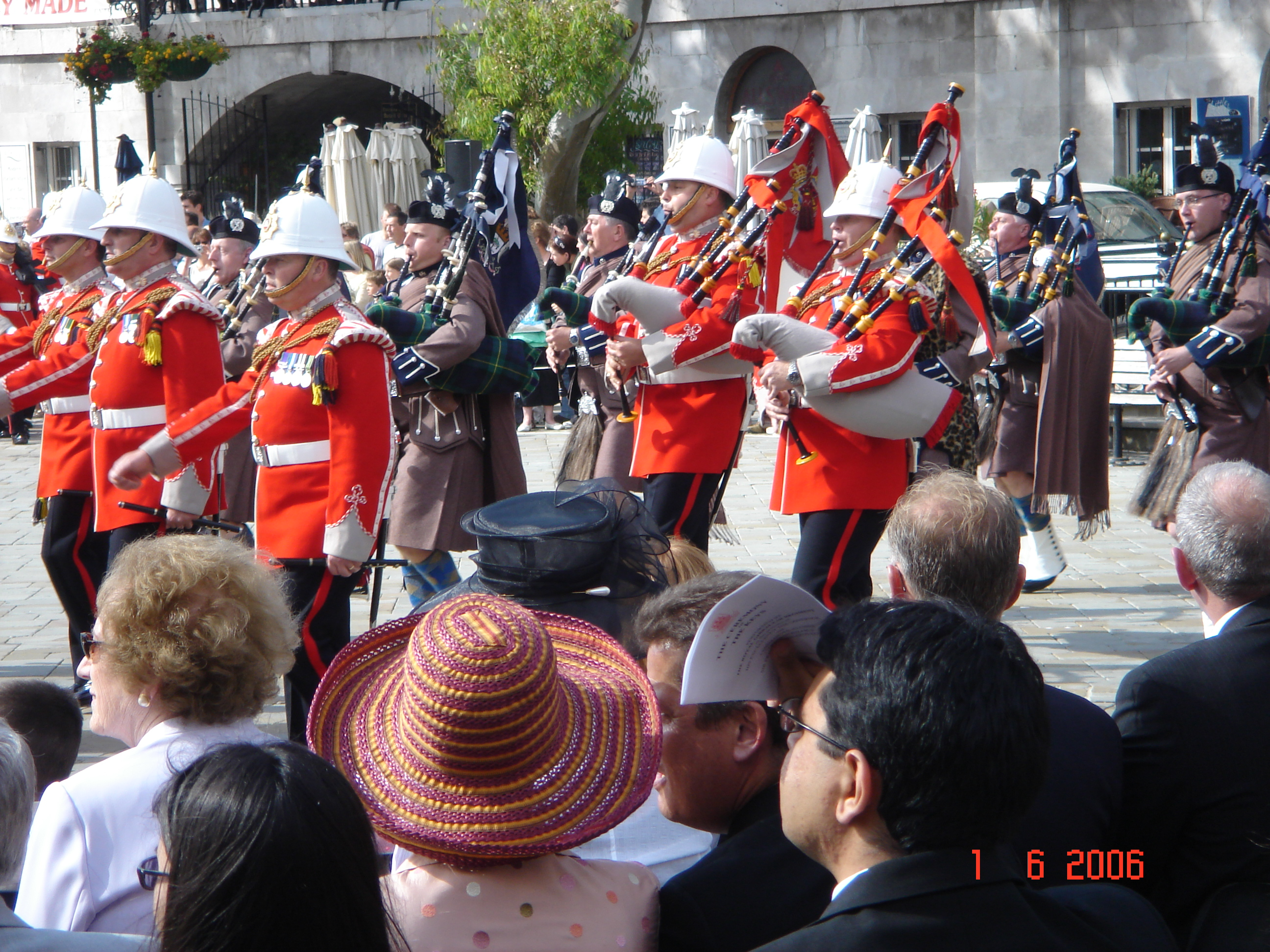
Musiciens du Royal Gibraltar Regiment, avec Foreign Service Helmet (casque pour service d'outre-mer), 2006.
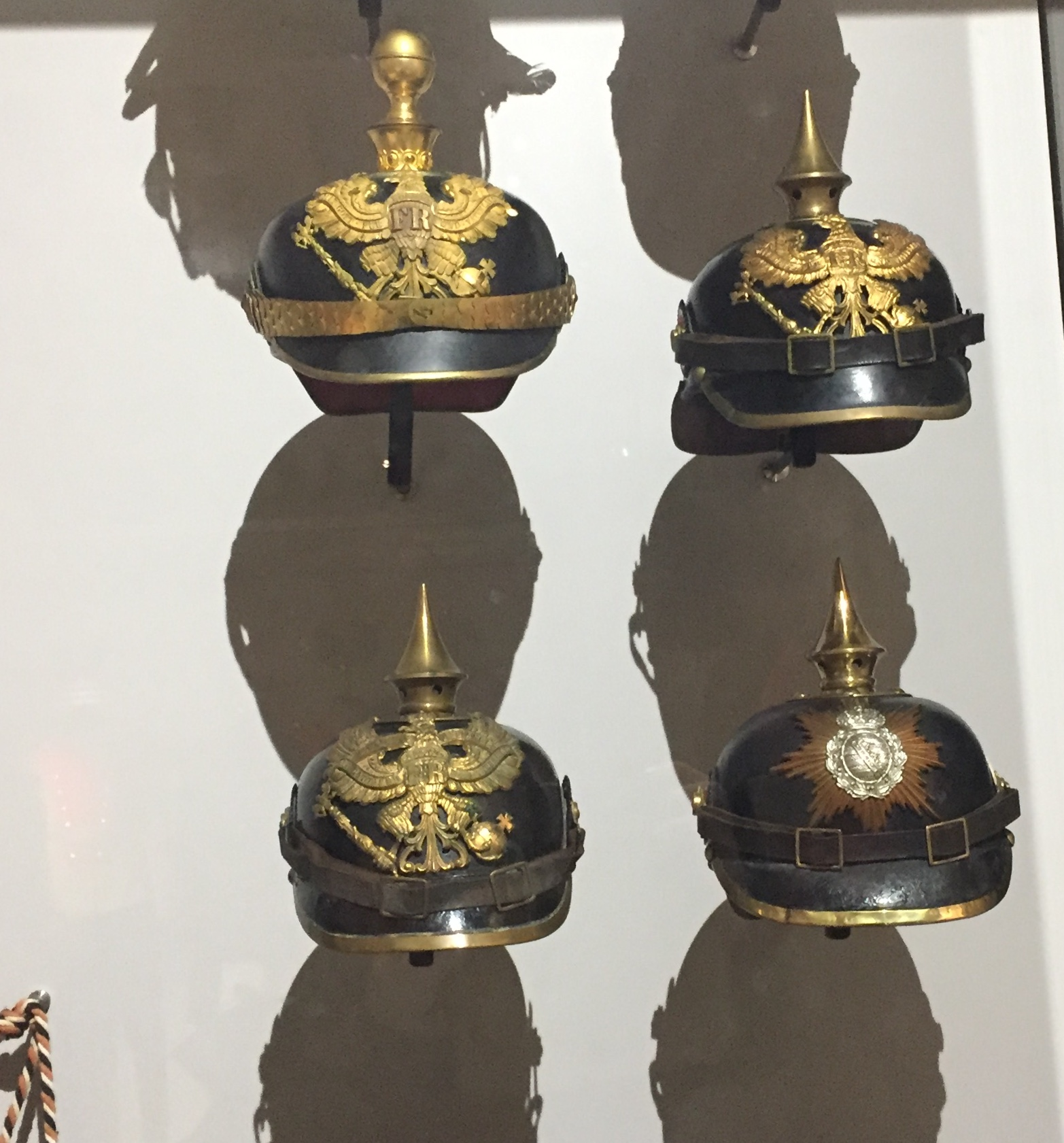